# 地縛少年花子君
《地縛少年花子君》（日語：放課後少年 花子くん）是於《月刊GFantasy》上連載的日本漫畫作品。曾在《月刊GFantasy》2014年7月號至2014年9月號上短期連載3話，後長期連載決定，從2015年1月號開始連載到至今且於每個月18號更新。另有姊妹作《放學後少年花子君》於《Pixiv漫畫》連載。

## 故事簡介
海鷗學園的奇妙傳言之一。據說在舊校舍第三層女廁所的第三間裡有個花子同學，呼喚他的話會實現來訪之人的願望，但是需要用重要的事物作為交換。呼喚他的是敲三次門，然後說：「花子同學，花子同學，你在嗎？」因此蘿蔔腿的八尋寧寧為了實現自己的願望，將願望託付給了學園怪談⋯⋯

## 登場角色

### 主要角色
花子君（Hanako-Kun，聲：緒方惠美（日本）；張乃文（台灣））
本作男主角，為七大不可思議之七「廁所裡的花子君」。

有著半透明的身體，身穿舊式制服、頭戴學生帽的怪異，擁有替人實現願望的能力。同時也是七大不可思議之首，負責監督學園裡的妖怪們，保持人類和怪異的正確關係。左臉頰上的封條為白底紅「封」字，身旁圍繞著鬼火稱之為白杖代，武器為一把菜刀，戰鬥時制服會變為斗篷，依附物為自己的弟弟「柚木司」。似乎有著不可告人的沈重過去，身上圍繞著許多謎團。喜歡手工製作的原味甜甜圈，生日為11月25日，射手座。

因寧寧試圖向學長源輝告白，而找到花子君許願。但因擅自使用人魚鱗片（結緣石）而受詛咒成為人魚眷屬的緣故，花子君為減輕寧寧的詛咒，也服下一片人魚鱗片（結緣石）和寧寧結緣，以此契機任命寧寧擔任自己的助手，並讓寧寧在放學後打掃他所在的廁所。喜歡開一些無傷大雅的玩笑或捉弄寧寧，但也時常露出溫柔的一面，隨著劇情發展亦逐漸對寧寧產生特殊情感，在第84話中經葵的詢問承認喜歡寧寧。

生前是昭和時代的海鷗學園學生，本名「柚木普（Yugi Amane）」，願望是成為宇航員並踏上月球。十三歲時，用菜刀殺害了自己的雙胞胎弟弟柚木司，自己也死亡，原因暫時未知。被昔日班主任土籠形容為「不善言詞，經常被欺負受傷和翹課，朋友很少，相當喜歡太空。」曾被土籠看見成為理科教師的未來，但卻改變了自己的歷史。

據源光所述，源光的祖母曾封印過「廁所裡的花子同學」。

從出生起就患有當代醫學無法治療的重病，後因司以自己性命為代價許下的願望而康復。於1959年11月25日四歲生日當天，司和他捉迷藏，他去找司的时候發現司不在了，而司被找到後性情大變，甚至連母親也不承認這是自己的孩子，原因是司把自己用作了許願的代價。於1964年7月7日，在祭典遇上從50多年後穿越過來的八尋寧寧，並用了寧寧給他的許願短冊寫下了「和寧寧姐姐、能夠再一次見面」的願望。於1969年7月18日，被寧寧撿走了一條鑰匙鏈，同年7月22日，柚木普將自己珍藏多年不起眼的石頭「月之石」交給土籠保管，並發出了「哪裏也不去」的宣言。

四島梅畫中境界事件裡，原本希望寧寧能在安然活在畫中境界享受幸福的生活，但由於寧寧向花子君許下「讓她活在現實世界，活到九十年以后」的願望而改變心意帶她回歸現實。後來在追查死神大人擄走葵的事件中，葵代替寧寧當成巫女的替代品獻祭犧牲，將剩餘的壽命轉移至寧寧的身上，實現了寧寧的願望，同時令彼岸與此岸徹底分離，連帶讓包含花子君在內的怪異們也跟著消失，最終脱下為花子證明的帽子，告訴寧寧其實他也想和寧寧一起活下去，便消逝殆盡。後來寧寧等人前往境界見到花子君，在86話和寧寧告白與親吻，並於96話回到此岸。生前貌似有什麼一定要到過去或未來的理由，無論如何都要讓學校裡可以時間旅行的大鐘動起來，但是具體原因本人也不太記得了。在110話中司拿到了怪談之一的附體之物，導致在111話中時鐘守衛們將時間重製，使柚木普並未死亡且成為了理科老師，但也失去了有關花子君的記憶。後因為之原因離開學校，並受到紅房子的詛咒成為殺人無數的不死之身。
八尋寧寧（Yashiro Nene，聲：鬼頭明里(日本） ; 林沛岑（台灣））
本作女主角，海鷗學園高中部一年級生，因聽聞校園七大不可思議傳說中的花子可以實現願望，而到廁所尋找花子的少女，之後遇上各種怪異的事件。所屬園藝部，特技是耕地，學業方面除了五個主科以外的科目都很擅長。是個花癡、喜歡帥哥，但卻因為蘿蔔腿的理由而常常表白失败。為花子君的助手，擁有破壞予七大不可思議神之附體（依附物）的特別力量。慢慢喜歡上了花子。

起初暗戀學長源輝，但是因為不擅長表白而失敗，無意中服用了結緣石受詛咒影響變成了金魚兼人魚的眷屬，後與花子君結緣，效果減半恢復人類姿態，變得能夠碰觸及花子君的身體，但是身體遇水會出現魚鱗，全身浸水則會變成魚的形態。同時受此影響被強制指名為人魚族的繼任主人。

在十六話時的書庫中看見了花子君的過去而感到迷茫，不知如何面對花子君，在後來與源光的對談中解開心結並和花子君告白（朋友的喜歡）。現與花子君、源光等人試圖找出改變怪異傳言的真凶，同時在探索和解決校園怪談事件的過程中，意外得知自己壽命將盡的真相。

合宿事件中偕同花子君、源光介入調查死神大人擄走葵的事件，由於葵的犧牲而得以延續壽命。得知葵代替她成為祭品犧牲，和花子君因彼岸與此岸徹底分離而離開後，寧寧傷心欲絕。重新打起精神後，聽從輝的指揮，和光兩人調查七大不可思議的事情，途中於三葉房間中發現紅房子的相片，並和光誤入紅房子，看見了幼年柚木司。把司誤認為柚木普的子孫，決定帶走他，結果被紅房子拐走，但後来通過困在红房子里的片栗幫助之下，成功脫困。在86話和花子君告白與親吻。在96話回到現代並接受葵的道歉和好。在學園祭前和三葉不小心短暫穿越到昭和時期的海鷗學園遇到了柚木司。在111話中時鐘守衛們將時間重製後，發現失去了有關花子君的記憶且並未死亡而成為了理科老師的柚木普。後面在117話與源輝、源光、蒼井茜等人談話關於改變時間一事，並遇到了葵。於119話中與源輝、茜、葵來到紅房子後走失，並與新時間線的柚木普戰鬥，戰鬥時茜將暫停時間的懷錶交給寧寧去將時間線扭轉回原本的世界。
源光（Minamoto Kou，聲：千葉翔也 （日本）；賈文安（台灣））
本作第二男主角，海鷗學園國中部三年級生，為驅魔師源賴光的子孫，源家的後代。右耳配戴繡著「交通」字樣的御守，擁有祖先留下的強力驅魔具「雷霆杖」，能看見花子君以及其他怪異。個性熱血，略為調皮。擅長家務及料理，在遇見鏡子三葉後，一直默默努力修行；其兄長為源輝，底下還有一名妹妹源蒂雅拉。

初登場時打算驅除花子君，後被寧寧阻止，通常會和他們一起行動。前期視花子君為眼中釘並稱呼為惡靈，後期則對花子君改觀，對寧寧抱有好感。一年級時曾與三葉惣助同班，在三葉死後並成為怪異之後再度相遇，並成為朋友，是引出三葉真正願望的重要人物。於虛幻世界篇中拒絕了鏡子三葉提出和他一起在虛幻世界生活下去的請求，並約定一定會把他變成人類。於死神篇中，從夏彥口中得知了人類成為怪異的方法。後誤入紅房子，並帶着司營救被拐走的寧寧。在96話回到現代，跟哥哥關係緊張但之後和好。在學園祭時遇到了三葉的媽媽，告訴她展示三葉生前所拍的照片的攝影部的位置。之後在116話被怪異短暫附身後被哥哥輝用雷杖驅魔恢復正常，後在117話與源輝、八尋寧寧、蒼井茜等人談話關於改變時間一事，並遇到了葵。於120話揭露和三葉在新時間線已死於紅房內，變成幽靈後遭到紅房子控制試圖傷害寧寧，被哥哥阻止後卻遭驅除，消逝前希望回到過去的時間線，後其屍體在紅房的古井內被源輝發現，後面茜將暫停時間的懷錶交給寧寧去將時間線扭轉回原本的世界。

### 廣播社
柚木司（Yugi Tsukasa，聲：緒方惠美（日本）；張乃文（台灣））
花子君的雙胞胎弟弟，生日是11月25日，哥哥柚木普所殺害之人，稱花子君為「阿普」。右臉頰上的封條為黑底紅字，真實身份為怪談之七的依附物，身旁圍繞著鬼火稱之為黑杖代，性格異常扭曲。助手為七峰櫻，喜歡向七峰櫻撒嬌。與櫻及夏彥兩人為改變傳言的真凶。據本人所述，花子君所實現的是還活著的現世之人所許下願望；自己則是實現已死去的陰間之人願望。

四歲的司為了普的健康而付出永遠留在紅房子作為代價，後被現代為了進入境界而誤闖紅房子的光和寧寧說服，而放火燒毀紅房子、帶著獻上生命就能實現願望的怪異回到現世，想要知道與見證寧寧所說的普的末路。與學園中的司不一樣，是一個較正常且善良的小孩子。從紅房子回到現世後相隔半年，被找到後性情大變，甚至連母親也不承認這是自己的孩子。最終被花子君在13歲時殺死，全家也都死亡，新聞報導寫一家自殺但實際情況未知。
七峰櫻（Nanamine Sakura，聲：安濟知佳（日本）；許淑嬪（台灣））
海鷗學園高中部三年級生，廣播社的播放委員。為了實現自身的願望與柚木司結緣成為其助手，時常對於柚木司的行為感到無奈但卻又包容著，將日向夏彥視為空氣一般的存在。初登場時被寧寧誤認為是花子君的女朋友。

存在超過100年的生死不明者。知道些關於七大不可思議的事情，對七大不可思議很感興趣，為改變傳言的真凶，遵從司的指令散佈著「傳聞」。指出七大不可思議全被破壞後，世界將不再存在生死，還有人類、往生者、怪異將無法全數存在的真相。在學園祭中引發騷動吸引大家的注意力，以便讓夏彥更容易行動。
日向夏彥（Hyuuga Natsuhiko，聲：水島大宙（日本）；蔣鐵城（台灣））
海鷗學園高中部二年級生，是七峰櫻的隨從，並對她抱有好感。興趣是釣魚和唱咖啦OK，有著在可愛女孩的面前便會想表現自己的一面。在本作主要擔綱搞笑的角色。源光的師傅。在104話前往時間守衛者的境界並透露自己是個不老不死的人類，且自身的血液對怪異帶有劇毒，只要一接觸到就會開始自我瓦解。
三葉惣助（Mitsuba Sousuke，聲：小林大紀（日本）；許淑嬪（台灣））
原海鷗學園國中部一年級生，愛好攝影，曾與源光為同班同學，後因事故而死亡。在初中部入口意外的再次和源光相遇，並在與源光的交談以及相處下，漸漸成為朋友，但由於先前向柚木司許下“想留在大家記憶裡”的願望並不明確，進而使得柚木司改變傳言，以抽走其「理性」作為代價，成為會攻擊眾人的怪異，在不得已的情況下被花子君祓除。

後來被柚木司利用怪異碎片以及抽出的「理性」再次創造，由於是再造出的產物，因此沒有改造前與源光相處的記憶。在鏡地獄中，被司強迫吞下原境界擁有者的心臟，使得身體產生變異，成為新七大不可思議之三。目前主要與司等人一起行動。稱呼寧寧「蘿蔔學姐」。在97話去找光了，希望對方能祓除自己，後來與光打賭輸了，於是改變心意決定留下來。在學園祭中跟著自己生前的媽媽，遇到了七峰櫻所製造的騷動。目前還未創造出成為七大不可思議必須的依附物。

### 海鷗學園
源輝（Minamoto Teru，聲：內田雄馬(日本）；蔣鐵城（台灣））
海鷗學園高中部二年級生，擔任學生會長一職，源光的兄長。學業成績優秀，最擅長的科目是英文。個性和善，在校很受歡迎，屬於男女老少都喜歡的類型，也是天才驅魔師，佩刀是祖先「源賴光」當年斬殺酒吞童子的名刀「安綱」退魔刀。前期為寧寧所暗戀之人，很照顧弟弟和妹妹，性格稍顯腹黑。由於家族身為驅魔師，幾乎全年營業且24小時沒有休假，所以鮮能長時間放鬆休息。

一心想除掉所有怪異們，深信世上沒有好的怪異。曾一度要消滅花子君，但被其弟弟源光所阻止，進而網開一面放了花子君。死神大人事件裡協助茜和葵開啟返回現世的通道，向茜警告花子君的危險性。此岸的怪異消失後，趁著好不容易得到的休息日偕同茜邀約因為花子君消失而心情低落的寧寧，實際上是在猶豫是否告知寧寧和茜去往境界的方法。案中與茜決定救下葵後要順便祓除花子君，後來因與光阻礙其祓除行動而產生衝突。在96話回到現代，但和光關係緊張，在97話和跟光和好。在111話改變時間後變成了葵的青梅竹馬，後在117話與八尋寧寧、源光、蒼井茜等人談話關於改變時間一事，並遇到了葵，並向葵坦承時間被改變一事。

120話出手阻止被紅房控制的弟弟源光，卻無意將已經變成幽靈的他驅除，後似乎在紅房的古井內發現弟弟的屍體悔恨不已，與新時間線的柚木普戰鬥遭到殺害。

赤根葵（Akane Aoi，聲：佐藤未奈子（日本）；蔡雅如（台灣））
海鷗學園高中部一年級生，寧寧的同班同學兼好友並與蒼井茜為青梅竹馬；很常給予寧寧一些建議，擅長手工藝和料理，是很受歡迎的女孩子，但被茜指出內心疏離脆弱，有著視己高人一等的心態。喜歡長頸鹿、甜食、玩遊戲，討厭人多的地方。喜歡與寧寧分享學園中的怪異傳聞，由她轉述的傳聞命中率基本上是百分之百，學業方面屬於平常便相當勤勉用功且成績良好的類型。長年不答應蒼井的告白原因僅是因為結婚後若冠上夫姓，姓氏與名字的讀音都會相同。

其真實身分是久遠前，學校所在地此處城鎮的村莊，專門養育活人祭品、獻給怪異、以暫時實現「斷絕」的赤根家族的後裔，赤根家因為專門養育作為祭品的少女而在村莊裡與退魔家族的「源」、管理境界的神社「岬」同樣獲得崇高地位，以此機緣和當時負責擔任看守祭品的怪談之六死神結下羈絆。

在岬的事件中，因誤入領域而失蹤，直至花子一行人成功解決事件後，回歸現實。在合宿學習中被死神大人抓走到其境界，消除在現世的記憶和人格，被死神稱為「巫女大人」。後來在和茜對峙後墜入彼岸，雙方互相坦白彼此的心意，但在經由源輝協助準備和茜返回現世期間，得知茜始終喜歡她的心情而感動落淚，懊悔自己未能表達喜歡茜的心意便消失在茜的面前。事後花子君透過白杖代轉述，說明作為普通人的葵已在落入接近彼岸之處時死亡，同時因為她被當成巫女的替代品獻祭改寫了寧寧被獻祭死亡的結局，其剩餘的壽命也轉移給寧寧，延續了後者的性命。在96話成功回到現代，並與寧寧道歉和好，但右手動不了。在111話改變時間後變成了源輝的青梅竹馬，後在117話得知了改變時間一事。
蒼井茜（Aoi Akane，聲：土岐隼一（日本）；賈文安（台灣））
海鷗學園高中部一年級生，與寧寧、葵以及檸檬為同班同學，在校擔任學生會副會長一職，為人和善、學業頂尖（不擅長科目為國文），與赤根葵為青梅竹馬，病態般的喜歡著葵。據源光轉述，蒼井對葵告白次數高達3624次，可每次都無疾而終。曾因受到怪異「告白之樹」的影響而與山吹短暫交往。非常討厭怪異。

故事中期揭露其真實身分為七大不可思議之一，三位時鐘守衛中的第二位，管理「現在」。因為過去在中學入學式見及葵遭遇意外的危險時刻，強烈心願吸引掌管「未來」的時鐘守衛現身，結定為期六年的契約成為時鐘守衛，獲得能暫停時間五分鐘的特殊懷錶，但一天僅能使用三次且對「未來」的時鐘守衛無效，同時獲得看見怪異的能力。為避免日常生活被不必要的怪異干擾，平常配戴源輝加持的抑制靈力的特製眼鏡，但是配戴抑制靈力眼鏡的期間容易陷入妖術，僅有需要處理怪異相關事件時才會取下眼鏡。由於管理「未來」的時鐘守衛在校園惡作劇，導致校園師生瞬間衰老的緣故，為了恢復校園秩序選擇幫助花子君和寧寧等人，事後被源輝藉著該次騷動過於嚴重為由施加術式懲罰跪地反省。

偕同花子君和寧寧前往死神大人的境界營救回葵的期間，得知葵和死神大人合作的實情，兩者對峙後墜入彼岸，正式和葵互相坦白彼此的心意。事後源輝說明其傷勢將會導致他減短壽命，透過源輝幫助返回現世，趁著暑假偕同源輝邀約因為花子君消失而心情低落的寧寧，請求她協助帶回葵。在96話成功帶回葵。120話在紅房古井內發現源光的屍體，後與新時間線的柚木普戰鬥，將自己暫停時間的懷錶交給寧寧，生死不明。126話跟以倒轉時間到學園祭的寧寧重逢，但眼神變成沒有感情或憐憫的眼神看著跌坐在地上的寧寧。
山吹檸檬（Yamabuki Lemon，聲：大河元氣（日本）；蔣鐵城（台灣））
海鷗學園高中部一年級生，與寧寧、葵以及茜為同班同學。學習成績不好，並且有手機依賴症。曾陪蒼井在告白之樹下練習告白，亦受到影響而與蒼井短暫交往。
橫尾（Yokoo，聲：鵜澤正太郎（日本）；蔣鐵城（台灣））
海鷗學園國中部三年級生，源光的朋友，髮色是接近淡茶色的顏色。
佐藤（Satou，聲：上西哲平（日本）；蔡雅如（台灣））
海鷗學園國中部三年級生，源光的朋友，喜歡吃甜食。
藤鈴人（聲：子安光樹（日文）；蔣鐵城（台灣））
海鷗學園學生會成員。很少出現的一名角色。

### 怪異
人魚（聲：三石琴乃（日本）；許淑嬪（台灣））
活了千年的人魚妖怪，其血液和鱗片具備特殊作用。吞下從同一隻人魚身上取得的鱗片的兩人，在受到人魚詛咒的同時會結下非常強力的緣分。如果未能結緣，吞下鱗片的人會變成魚，形同成為人魚的眷屬；如果成功結緣，兩人的詛咒則減輕（像是半人半魚的存在，但碰到水會變成魚）。人魚的血液可以覆蓋當事者和其他七大不可思議的緣分，同時解除服用鱗片後遇水變成魚的詛咒。若是服用人魚之主身上任何部位者，將必須依照規定成為人魚族繼任領導者。初登場時本欲將寧寧帶回人魚居住的領域，被花子君阻止後，仍持續關切寧寧的動態。據人魚族表示，人魚雖然外表看起來很不好接近，其實是個相當關懷眷屬的溫柔妖怪。
勿怪們（Mokke，聲：吉田有里、森永千才、金澤舞（日文）；蔡雅如、許淑嬪（台灣））
很久之前就躲在人的身邊、經常做出盜取或者惡作劇行爲的一種怪異。既羸弱又膽小，如果要攻擊的話就會聚集在一起，變身成多眼多手的可怕怪物「妖精小姐」。雖然看似可愛，但其實有著成為七大不可思議的野心。喜歡糖果（討厭檸檬口味），有的時候會分裂成很多小隻的，跟糖果差不多大。在偶遇花子君和寧寧後，請求寧寧為祂們改變傳言，以至於後來許多海鷗學園的學生們都會隨身準備糖果施捨給祂們。在本作擔任吉祥物的角色，並且有著壓倒性的存在感。
木魅（Kodama，聲：置鮎龍太郎（日文）；孟慶府（台灣））
木之怪異，會對在自己樹下告白的人強行地繁殖戀愛的萌芽之後讓他們成為戀人，因此又被稱為「告白之樹」。因為強行介入花子君和寧寧之間的告白，被花子君出手擊敗後變成小株的人臉樹，後來被寧寧改編傳言為「有著人臉的樹，發現牠後可獲得幸福」，移植至園藝部的植物園裡。

### 七大不可思議
作為神的代理者，維護著彼岸與此岸的和平，職責是封印與管理現世與彼世之間的交疊處「境界」使怪異無法任意來到現世，只能透過七大不可思議所管理的路徑出入。每個七大不可思議掌管的境界，都有管理校園裡各種物件的使命和作為力量來源的依附物。一旦管理者被撤職或消滅，其掌管的境界也會跟著荒廢，唯有找到繼任者才能恢復境界的樣貌。
三位時鐘守衛（聲： 大塚芳忠(過去) / 釘宮理恵(未來)）
七大不可思議之一：三位時鐘守衛【過去、現在〈蒼井茜〉、未來】。
謠傳「在學校某處有著一座很大又古老的時鐘，而時鐘就是學校內所流動的時間本身，如果能轉動那個指針的話，就能自由的操控這個學校的時間；而在時鐘旁則有三位時鐘守衛，第一位的能力是將『時間倒回』、第二位的能力是將『時間停止』、第三位的能力是讓『時間前進』。」

掌管「時間」的守護者。掌管「過去」的守衛形象為一名帶著斗篷面具的老者、掌管「未來」的守衛則是名貪吃、喜歡惡作劇、行動敏捷但不甚聰明的小女孩，於入學儀式當天設計引誘了蒼井茜與之結緣，進而成為掌管「現在」的時間守衛、契約時間則為六年。本作中因為「未來」的守衛在校園大幅惡作劇引發騷動，導致蒼井茜和「過去」的守衛為平息騷動而和花子君及寧寧等人合作制伏「未來」的時間守衛。
野狐（Yako，彌子，聲：尤加奈（日本）；許淑嬪（台灣））
七大不可思議之二：岬的階梯，其依附物為「剪刀」。
謠傳「黃昏的時候，如果踏上美術教室前樓梯的第四階、就會進入死者的世界，並且身體會撕裂」。

掌管「空間」的守護者。可讓通過自己掌管境界的當事者通往校園任何角落。原為供奉在神社階梯的稻荷像，因思慕著人類教師岬、隨著時間過去有著歪曲的想法 (其實是岬意外身亡無法再來看她而導致)，變成了怪異，外表看是狐狸、可自由轉換成狐狸或人型的模樣，人形化的姿態是穿著和服的美女，與土籠之間關係很惡劣。在學校失控地將包含葵在內誤踏進領地的學生們變成人偶，導致花子君和寧寧等人為調查實情抵達該處，被寧寧破壞作為依附物的剪刀，被花子君擊敗後恢復正常並回收七大不可思議的職位。事後因為被寧寧改編傳聞為「適合相愛之人的階梯，兩人牽著手互訴愛意爬完階梯，就有可能永遠在一起，但若是踏上第四階將導致兩人的緣分徹底斷絕」，導致彌子經常被前來約會的情侶干擾而感到不滿。
鏡地獄（聲：真殿光昭（日本）；蔣鐵城（台灣））
七大不可思議之三：鏡地獄 → 三葉（Mitsuba），其依附物在「境界中心天花板上方」。
謠傳「會將闖入者害怕或醜陋的一面反射出來，如果闖入者十分善良、勇敢，就很容易離開」。

原境界擁有者形象為一頭黑色巨鷹，中途在柚木司的闖入後被其殺死，三葉惣助則被迫吞下原境界者心臟，繼承其力量而成為新七大不可思議之三。繼承此力量者可干涉校園裡的所有鏡子，自由穿梭於現實和境界之間，也能夠將過去某時刻鏡子映照出來的過去和學校過往所發生的各種事件照映出來。
四島梅（四島芽衣，聲： 花澤香菜）
大不可思議之四：美術室的四島同學，其依附物為「素描簿」。
謠傳「美術室的四島同學非常擅長繪畫，可是卻因為家人的反對，在畢業前自殺，現在在美術室內還能看見她持續不停繪畫的身影，而她能夠將生者關進她所畫出的虛構世界中」。

為生前四島梅所創造出的「自己」，實際上生前的四島並非自殺而是因為生病最後幾乎都在醫院中度過，轉之寄託情感於謎之塔畫作中的「自己」，而後者卻受到傳言的影響誕生。在虛構的境界中與寧寧相處而被引出了自身的願望，柚木司將其傳送至生前四島芽衣所在的世界，與之解開心結後，為幫助寧寧他們離開境界而一起行動，作為實踐願望的代價，於事後讓出七大不可思議的身份、其能力為可以創造出反映人們希望的畫中世界，另外也對寧寧的蘿蔔腿異常好奇。
土籠（Tsuchigomori，聲：津田健次郎（日本）；孟慶府（台灣））
七大不可思議之五：下午4點的圖書館，其依附物為「月之石」。
謠傳「在學校的圖書館內，有個特別的書庫只能在16時的時候才能進去；書庫裡的書都是記載著每個人在校園期間的紀錄，過去以及未來全都寫在裡面，書庫共分有白、黑、紅三種書，白色記載的是還活著的人，黑色則是記載已經死亡的人，只有紅色的書，據說絕對不能看。」

掌管「記錄」的守護者。是生前柚木普的老師，依附物「月之石」則是由柚木普交給他保管的；原形為蜘蛛，喜歡抽著煙斗，看起來淡漠實則相當關心學生，目前在學校繼續擔任著老師的角色，實則為16時的書庫管理人，雖然可以自由調閱書庫裡的書籍，但若是違反規則竄改當事者書籍記載的未來則會消失，此外書庫裡的書籍若是被提前窺看記載未來的頁面，將會導致頁面變色。初次會晤寧寧後，請後者破壞自身的依附物「月之石」，同時透露柚木普生前尋短導致未來被改變的事件。由於依附物被破壞，脫離了七大不可思議兼書庫管理者的身份，無法再踏進16時的書庫，但仍能調閱16時的書庫書籍。
死神大人
七大不可思議之六：死神大人，其依附物為「赤根菫」。
謠傳「會現身將睡著者的靈魂帶走」。

掌管「生死」的守護者，黃泉界的看守者。外型是個頭上有一對角，褐色肌膚的青年，漫畫第93話揭露本名「薄暮」真實身份是久遠前退魔家族源家之祖「源賴光」斬殺酒吞童子後，收為式神的鬼。生前是被源家指派看管每一代祭品巫女的照顧人，據赤根菫所述，是個不老不死且個性害羞的鬼，有時候會吐槽赤根菫的舉動。在赤根菫被獻祭後，因為對村人不滿，而照菫生前所言殺害村民、最終被斬於祭品墓前，死後成為守護者之一，也如菫所言獲得了「掌握生死」能力。對彼岸和此岸的現況感到反感，認為要消除所有境界，為此抓了葵回來，要運用葵的力量去實現這個目標。後來在寧寧被柚木司遣送至他掌管的境界期間，與赤根菫重逢，被赤根菫要求破壞她的自身存在，躲在山洞避雨時向赤根菫求婚兼擁吻對方，最終向菫吐露長年以來的心聲，將她吞噬。
花子君（Hanako-Kun）
七大不可思議之七：廁所裡的花子君，其依附物為「柚木司」。
謠傳「舊校舍第三層的第三間女廁所，從裡面數來第三間，花子同學就在那裡。他會實現來訪之人的願望，但是據說會取走重要的東西做為報償」。真實情況為「實現願望支付的代價，視願望大小程度而定」。

詳見於主要角色：花子君。

### 其他角色
源賴光（Minamoto Noyorimitsu）
源家先祖，曾打敗了日本三大妖怪之一的酒吞童子。
岬（Misaki，聲：松風雅也（日本）；蔣鐵城（台灣））
彌子所心念之人，能夠看的見怪異、因為階梯的事故摔下而身亡。
赤根菫（Akane Sumire，聲：柚木涼香）
死神大人的依附物兼亡妻。容貌和葵相仿，擁有強大法力的女性，認為活人傾心於非人存在是被視為禁忌的事。雖然待人溫柔，但也有衝動和腹黑的一面。出身於赤根家，原本是個遭村人忽視的孤兒，因為擁有特殊力量而依照家族傳統選為獻祭彼岸的祭品，偶然間和死神大人相遇，兩者互生情愫，但後來仍被迫完成獻祭彼岸的儀式而犧牲，導致死神大人為此特地為其創造出會重覆著她犧牲當日情境的時間牢獄。在死神大人的境界偶遇寧寧和花子，將兩者拘留在自己的住處並贈與寧寧一串鈴鐺手鍊，試圖讓寧寧頂替自己進行獻祭儀式打破循環，結果因為花子介入導致計劃失敗，後來跟著花子君、寧寧搭乘境界電梯回歸現世的海鷗學園。因為柚木司要求寧寧必須破壞死神大人的憑依物，與被送來境界的寧寧和死神大人重逢，向死神大人吐露多年來的心聲，請求他破壞她的自身存在，最終自願被死神大人吞噬。

## 其他補充
海鷗學院
故事的主要舞台，是間充斥著幽靈妖怪的學校。在校考試成績不及格的學生，將會依照科目數增加課後補習時數。學校每年固定於特定時期舉辦招集學生們在夜晚編織竹編藝品、直至天明的「每月集會」，後來則演變成讓高一學生在教學樓裡住宿一夜，體驗傳統竹編藝品製作的慣例合宿學習活動。學校所在地城鎮過去有著獻祭少女生命，以使怪異消失於現世的習俗。校園以外其實也存在連接境界之處，並且也會有怪異出現，但都由退魔家族源家代為處理掉了。

七大不可思議
流傳於海鷗學園的傳說；所謂的七大不可思議就是指在自己支配的區域裡是最強的怪異。只有靈力強大的對象、妖怪、將死之人才能看見七大不可思議的存在。

傳言
由人類口述的奇異傳聞，演變成妖怪的行動規則。大部份的妖怪都無法違逆傳言，不按照傳言行動的妖怪，會慢慢的從此岸消失不見。但是人類可透過自身行動改變傳言，進而改變妖怪的命運和行為。

惡靈
生與死之間有著一段很大的間隔，能夠跨越的只有抱負著強烈怨念的惡靈，所以惡靈能觸碰到人類。據說拿著兇器的幽靈就是在生前曾用那兇器，把誰的生命給奪走過。

神之附體（依附物）
能夠給予七大不可思議的特別力量，多半是七大不可思議寄附情感的珍視物件，特徵是物件上方貼著特殊的符咒。每一位七大不可思議都有屬於自己的神之附體（依附物），一旦破壞掉七大不可思議就會大幅度弱化。

紅房子
傳說中只要進去就出不來、意外與死亡頻傳的凶宅。實際上是過去柚木普、柚木司兩兄弟生前的家，真相則是房子底下有一口古井，連接著當年村莊獻祭少女的地點，封印著獻上生命就能實現願望的怪異。原本在許久前最後一名男性祭品「片栗」之後該怪異便不再活動，但在柚木司不小心許願並接連獻上動物作為祭品後，使其獲得力量，最終連柚木司本身與一家都成為祭品，導致後續一連串的悲劇發生。房子當中時空間錯亂，會不斷誘惑人獻上祭品以實現願望。在「斷絕」發生後源光與寧寧為了尋找重新進入境界的方法而誤闖，遇到當年時空獻祭自身以換取花子君健康的幼年司，說服幼年司離開紅房子回到現世，也一把火燒毀屋子，使現世時空的廢屋化為廢墟。

## 出版書籍
地縛少年花子君
| 卷數 | 史克威爾艾尼克斯 | 史克威爾艾尼克斯                              | 東立出版社                    | 東立出版社                                                  | 华文天下   | 华文天下               |
| 卷數 | 發售日期         | ISBN                                          | 發售日期                      | ISBN                                                        | 发售日期   | ISBN                   |
| ---- | ---------------- | --------------------------------------------- | ----------------------------- | ----------------------------------------------------------- | ---------- | ---------------------- |
| 1    | 2015年5月22日    | ISBN 978-4-7575-4662-2                        | 2019年11月11日                | ISBN 978-957-26-4050-0                                      | 2023年6月  | ISBN 978-7-5225-1692-9 |
| 2    | 2015年11月21日   | ISBN 978-4-7575-4819-0                        | 2019年12月6日                 | ISBN 978-957-26-4051-7                                      | 2023年6月  | ISBN 978-7-5225-1714-8 |
| 3    | 2016年5月27日    | ISBN 978-4-7575-5000-1                        | 2020年1月10日                 | ISBN 978-957-26-4052-4                                      | 2023年6月  | ISBN 978-7-5225-1715-5 |
| 4    | 2016年9月27日    | ISBN 978-4-7575-5112-1                        | 2020年2月20日                 | ISBN 978-957-26-4053-1                                      | 2023年6月  | ISBN 978-7-5225-1716-2 |
| 5    | 2017年2月27日    | ISBN 978-4-7575-5259-3                        | 2020年3月13日                 | ISBN 978-957-26-4054-8                                      | 2023年6月  | ISBN 978-7-5225-1717-9 |
| 6    | 2017年7月27日    | ISBN 978-4-7575-5427-6                        | 2020年4月13日                 | ISBN 978-957-26-4055-5                                      | 2023年10月 | ISBN 978-7-5225-2136-7 |
| 7    | 2017年12月27日   | ISBN 978-4-7575-5572-3                        | 2020年5月11日                 | ISBN 978-957-26-4056-2                                      | 2023年10月 | ISBN 978-7-5225-2137-4 |
| 8    | 2018年5月26日    | ISBN 978-4-7575-5732-1                        | 2020年6月12日                 | ISBN 978-957-26-4057-9                                      | 2023年10月 | ISBN 978-7-5225-2138-1 |
| 9    | 2018年10月26日   | ISBN 978-4-7575-5900-4                        | 2020年7月17日 2020年7月24日   | EAN 471-0601-04272-4（首刷限定版） ISBN 978-957-26-4058-6   | 2023年10月 | ISBN 978-7-5225-2139-8 |
| 10   | 2019年3月27日    | ISBN 978-4-7575-6078-9                        | 2020年8月28日                 | ISBN 978-957-26-4059-3                                      | 2023年10月 | ISBN 978-7-5225-2140-4 |
| 11   | 2019年8月27日    | ISBN 978-4-7575-6147-2 ISBN 978-4-7575-6148-9 | 2020年9月25日                 | ISBN 978-957-26-4060-9                                      | 2024年5月  | ISBN 978-7-5225-2661-4 |
| 12   | 2019年12月27日   | ISBN 978-4-7575-6330-8 ISBN 978-4-7575-6331-5 | 2020年12月21日 2020年12月28日 | EAN 471-0601-04399-8（首刷限定版） ISBN 978-957-26-4061-6   | 2024年5月  | ISBN 978-7-5225-2662-1 |
| 0    | 2019年12月27日   | ISBN 978-4-7575-6454-1                        |                               |                                                             |            |                        |
| 13   | 2020年5月27日    | ISBN 978-4-7575-6661-3                        | 2021年2月8日                  | EAN 471-0601-04417-9（首刷限定版） ISBN 978-957-26-5339-5   | 2024年5月  | ISBN 978-7-5225-2663-8 |
| 14   | 2020年11月27日   | ISBN 978-4-7575-6965-2                        | 2021年7月14日 2021年7月21日   | ISBN 978-957-26-6981-5（首刷限定版） ISBN 978-957-26-6131-4 | 2024年5月  | ISBN 978-7-5225-2664-5 |
| 15   | 2021年4月27日    | ISBN 978-4-7575-7224-9 ISBN 978-4-7575-7225-6 | 2021年10月7日 2021年10月14日  | ISBN 978-957-26-7450-5（首刷限定版） ISBN 978-957-26-6982-2 | 2024年5月  | ISBN 978-7-5225-2665-2 |
| 16   | 2021年9月27日    | ISBN 978-4-7575-7495-3                        | 2022年2月21日                 | ISBN 978-957-26-8129-9                                      | 2024年12月 | ISBN 978-7-5225-3235-6 |
| 17   | 2022年2月26日    | ISBN 978-4-7575-7760-2                        | 2022年7月25日                 | ISBN 978-957-26-8846-5                                      | 2024年12月 | ISBN 978-7-5225-3258-5 |
| 18   | 2022年8月26日    | ISBN 978-4-7575-8096-1                        | 2022年12月23日                | ISBN 978-626-347-225-9                                      | 2024年12月 | ISBN 978-7-5225-3236-3 |
| 19   | 2023年2月27日    | ISBN 978-4-7575-8329-0                        | 2023年7月21日                 | ISBN 978-626-360-391-2                                      | 2024年12月 | ISBN 978-7-5225-3259-2 |
| 20   | 2023年8月25日    | ISBN 978-4-7575-8636-9 ISBN 978-4-7575-8637-6 | 2024年2月23日 2024年3月1日    | ISBN 978-626-02-0137-1（特裝版） ISBN 978-626-02-0084-8     | 2024年12月 | ISBN 978-7-5225-3260-8 |
| 21   | 2024年2月27日    | ISBN 978-4-7575-9065-6                        | 2024年9月20日                 | ISBN 978-626-02-1580-4                                      |            | ISBN 978-7-5225-3912-6 |
| 22   | 2024年7月26日    | ISBN 978-4-7575-9315-2                        | 2025年2月7日                  | ISBN 978-626-02-3117-0                                      |            | ISBN 978-7-5225-3913-3 |
| 23   | 2024年12月27日   | ISBN 978-4-7575-9589-7                        | 2025年7月3日                  | ISBN 978-626-02-4230-5                                      |            |                        |
| 24   | 2025年6月26日    | ISBN 978-4-7575-9919-2                        |                               |                                                             |            |                        |

放學後少年花子君
| 卷數 | 史克威爾艾尼克斯 | 史克威爾艾尼克斯       | 東立出版社    | 東立出版社             | 华文天下 | 华文天下               |
| 卷數 | 發售日期         | ISBN                   | 發售日期      | ISBN                   | 发售日期 | ISBN                   |
| ---- | ---------------- | ---------------------- | ------------- | ---------------------- | -------- | ---------------------- |
| 1    | 2019年8月27日    | ISBN 978-4-7575-6262-2 | 2020年6月18日 | ISBN 978-957-26-5207-7 | 2025年   | ISBN 978-7-5225-3524-1 |
| 2    | 2024年2月27日    | ISBN 978-4-7575-9066-3 | 2024年11月8日 | ISBN 978-626-02-1581-1 | 2025年   | ISBN 978-7-5225-3520-3 |

初期短期連載
收錄有全三話的短期集中連載版，以及作者的出道作——特別單篇《親愛的活死人》（愛しのリビングデッド），後者原先刊載於《月刊GFantasy》2013年11月號。
| 卷數 | 史克威爾艾尼克斯 | 史克威爾艾尼克斯       | 東立出版社     | 東立出版社             | 华文天下 | 华文天下               |
| 卷數 | 發售日期         | ISBN                   | 發售日期       | ISBN                   | 发售日期 | ISBN                   |
| ---- | ---------------- | ---------------------- | -------------- | ---------------------- | -------- | ---------------------- |
| 0    | 2019年12月27日   | ISBN 978-4-7575-6454-1 | 2020年10月19日 | ISBN 978-957-26-5496-5 | 2025年   | ISBN 978-7-5225-3519-7 |

畫集
| 卷數 | 史克威爾艾尼克斯 | 史克威爾艾尼克斯       | 東立出版社    | 東立出版社             | 华文天下  | 华文天下               |
| 卷數 | 發售日期         | ISBN                   | 發售日期      | ISBN                   | 发售日期  | ISBN                   |
| ---- | ---------------- | ---------------------- | ------------- | ---------------------- | --------- | ---------------------- |
| 1    | 2019年12月27日   | ISBN 978-4-7575-6455-8 | 2020年7月31日 | ISBN 978-957-26-5495-8 | 2024年1月 | ISBN 978-7-5225-2249-4 |
| 2    | 2022年2月26日    | ISBN 978-4-7575-7761-9 | 2022年7月22日 | ISBN 978-957-26-9018-5 | 2025年    | ISBN 978-7-5225-3527-2 |

## 電視動畫
動畫第1季於2020年1月至3月播放，短篇動畫於2023年10月至11月播出，2024年10月開播續篇。第2季上半於2025年1月至3月播放，下半於同年7月播出。

### 製作人員
- 原作：[42]
- 監督：安藤正臣[42]（本篇）、北村真咲（短篇動畫）
- 助監督：仁昌寺義人[42]
- 系列構成、劇本：中西泰博（日语：中西やすひろ (脚本家)）[42]（本篇）、長友一馬（短篇動畫）
- 人物設定：伊藤麻由加[42]（本篇）、樋上彩（短篇動畫）
- 美術監督：栗林大貴[42]（本篇）、劉洋（短篇動畫）
- 色彩設計：多田早希[42]
- 攝影監督：酒井淳子[42]（本篇）、島田瑞帆（短篇動畫）
- 音響監督：飯田里樹（日语：飯田里樹）[42]
- 音響製作：HALF H·P STUDIO（日语：HALF H・P STUDIO）[42]
- 音樂：高木洋（日语：高木洋）[42]
- 音樂製作：波麗佳音[42]
- 動畫製作人：比嘉勇二[42]（本篇）、西村僚（短篇動畫）
- 動畫製作：Lerche[42]
- 製作：「地縛少年花子君」製作委員會[43]（本篇）、「放學後少年花子君」製作委員會（短篇動畫）

### 主題曲
地縛少年花子君
第1季
片頭曲No.7
作詞、作曲：ANCHOR，編曲：ZiNG，主唱：地縛少年樂團（生田鷹司×大石昌良×ZiNG）
片尾曲Tiny Light
作詞、作曲、編曲：Saku，主唱：鬼頭明里
第2季上半
片頭曲L'oN
作詞、作曲：ANCHOR，編曲：ZiNG、ANCHOR，主唱：大石昌良
片尾曲With a Wish
作詞、作曲、編曲：Saku，主唱：鬼頭明里
第2季下半
片头曲
演唱、作词、作曲、编曲：大石昌良
片尾曲mo∞ent
作詞、作曲、編曲：Saku，主唱：鬼頭明里
放學後少年花子君
片尾曲
作詞、作曲、編曲：（24chocolate），主唱：八尋寧寧（鬼頭明里）＆勿怪（吉田有里、森永千才、金澤舞）

### 各話列表
| 話數                 | 標題                                   | 劇本               | 分鏡               | 演出                 | 作畫監督 | 總作畫監督           | 首播日期                                                           |                    |                    |                    |                    |                    |                    |                    |                    |                    |                    |                    |                    |                    |                    |                    |                    |                    |
| 《地縛少年花子君》   | 《地縛少年花子君》                     | 《地縛少年花子君》 | 《地縛少年花子君》 | 《地縛少年花子君》   | 《地縛少年花子君》 | 《地縛少年花子君》   | 《地縛少年花子君》                                                 | 《地縛少年花子君》 | 《地縛少年花子君》 | 《地縛少年花子君》 | 《地縛少年花子君》 | 《地縛少年花子君》 | 《地縛少年花子君》 | 《地縛少年花子君》 | 《地縛少年花子君》 | 《地縛少年花子君》 | 《地縛少年花子君》 | 《地縛少年花子君》 | 《地縛少年花子君》 | 《地縛少年花子君》 | 《地縛少年花子君》 | 《地縛少年花子君》 | 《地縛少年花子君》 | 《地縛少年花子君》 |
| -------------------- | -------------------------------------- | ------------------ | ------------------ | -------------------- | --- | -------------------- | ------------------------------------------------------------------ | ------------------ | ------------------ | ------------------ | ------------------ | ------------------ | ------------------ | ------------------ | ------------------ | ------------------ | ------------------ | ------------------ | ------------------ | ------------------ | ------------------ | ------------------ | ------------------ | ------------------ |
| 第一之怪             | 廁所的花子                             | 中西泰博           | 安藤正臣           | 仁昌寺義人           | Park Ji-seung、川本由記子、實藤晴香 | 伊藤麻由加           | 日本 ：2020年1月9日 · 日配 ：2020年1月12日 · 台配 ：2020年7月21日  |                    |                    |                    |                    |                    |                    |                    |                    |                    |                    |                    |                    |                    |                    |                    |                    |                    |
| 第二之怪             | 妖精小姐                               | 中西泰博           | 安藤正臣           | 夕澄慶英！           | 張鵬、王慶明、藤田亞耶乃、Park Ji-seung、Zhu Rong huang、木下由美子、二宮奈那子 | 伊藤麻由加           | 日本 ：2020年1月16日 · 日配 ：2020年1月19日 · 台配 ：2020年7月22日 |                    |                    |                    |                    |                    |                    |                    |                    |                    |                    |                    |                    |                    |                    |                    |                    |                    |
| 第三之怪             | 岬的階梯 其一                          | 中西泰博           | 濑村俊一郎         |                      | 二宮奈那子、鈴木春香、服部憲知、張鵬、王慶明、Zhu RongShuang | 伊藤麻由加           | 日本 ：2020年1月23日 · 日配 ：2020年1月26日 · 台配 ：2020年7月23日 |                    |                    |                    |                    |                    |                    |                    |                    |                    |                    |                    |                    |                    |                    |                    |                    |                    |
| 第四之怪             | 岬的階梯 其二                          | 中西泰博           | 柴田裕介           | 谷口工作             | 朱榮雙、Zhu Rongshuang、張明軍、Zhang Minjun、Park Ji-seung、實藤晴香、川本由記子、鈴木春香、黑澤桂子、幸野浩二、樋口博美、稻田真樹                                                                   | 伊藤麻由加           | 日本 ：2020年1月30日 · 日配 ：2020年2月2日 · 台配 ：2020年7月24日  |                    |                    |                    |                    |                    |                    |                    |                    |                    |                    |                    |                    |                    |                    |                    |                    |                    |
| 第五之怪             | 告白之樹                               | 中西泰博           | 齋藤瑞華           | 白石道太             | 小林、服部憲知、川口弘明、輪和、櫻井拓郎、葛歡 | 伊藤麻由加           | 日本 ：2020年2月6日 · 日配 ：2020年2月9日 · 台配 ：2020年7月25日   |                    |                    |                    |                    |                    |                    |                    |                    |                    |                    |                    |                    |                    |                    |                    |                    |                    |
| 第六之怪             | 16时的书库                             | 中西泰博           | 瀨村俊一郎         | 三橋樱子             | Zhang Minjun、Park Ji-seung、朱榮雙、Zhu Rong huang、王慶明、川本由記子、鈴木春香、實藤晴香、三橋樱子、幸野浩二、安形佳己、樋口博美、黑泽桂子                                                         | 伊藤麻由加           | 日本 ：2020年2月13日 · 日配 ：2020年2月16日 · 台配 ：2020年7月26日 |                    |                    |                    |                    |                    |                    |                    |                    |                    |                    |                    |                    |                    |                    |                    |                    |                    |
| 第七之怪             | 甜甜圈                                 | 中西泰博           | 安藤正臣           | 布施康之             | 、鈴木春香、川本由記子 | 伊藤麻由加           | 日本 ：2020年2月20日 · 日配 ：2020年2月13日 · 台配 ：2020年7月26日 |                    |                    |                    |                    |                    |                    |                    |                    |                    |                    |                    |                    |                    |                    |                    |                    |                    |
| 第八之怪             | 三叶                                   | 中西泰博           | 瀨村俊一郎         | 夕澄慶英！           | 川本由記子、實藤晴香、Park Ji-seung、王慶明、藤田亚耶乃、鈴木春香、Zhu Rong huang | 伊藤麻由加           | 日本 ：2020年2月27日 · 日配 ：2020年2月31日 · 台配 ：2020年7月28日 |                    |                    |                    |                    |                    |                    |                    |                    |                    |                    |                    |                    |                    |                    |                    |                    |                    |
| 第九之怪             | 茶会                                   | 中西泰博           | 齋藤瑞華           | 布施康之             | 、 | 伊藤麻由加           | 日本 ：2020年3月5日 · 日配 ：2020年3月8日 · 台配 ：2020年7月29日   |                    |                    |                    |                    |                    |                    |                    |                    |                    |                    |                    |                    |                    |                    |                    |                    |                    |
| 第十之怪             | 镜之地狱 其一                          | 中西泰博           | 西島克彦、木野目優 | 福井洋平             | Han Seunghui、Park Changhwan、An Seok、小沼克介、廣瀨智仁、鈴木春香、川本由記子、藤田亚耶乃、實藤晴香                                                                                                 | 伊藤麻由加           | 日本 ：2020年3月12日 · 日配 ：2020年3月15日 · 台配 ：2020年7月30日 |                    |                    |                    |                    |                    |                    |                    |                    |                    |                    |                    |                    |                    |                    |                    |                    |                    |
| 第十一之怪           | 镜之地狱 其二                          | 中西泰博           | 木野目優、斋藤瑞華 | 布施康之             | 、 | 伊藤麻由加           | 日本 ：2020年3月19日 · 日配 ：2020年3月22日 · 台配 ：2020年7月31日 |                    |                    |                    |                    |                    |                    |                    |                    |                    |                    |                    |                    |                    |                    |                    |                    |                    |
| 第十二之怪           | 人鱼公主                               | 中西泰博           | 安藤正臣           | 仁昌寺義人、安藤正臣 | 川本由紀子、Park Ji-seung、吕福扣、鈴木春香、藤田亚耶乃、實藤晴香、小沼克介、廣瀨智仁、Wu Qi、Zhu Rong huang、Tang Qiang                                                                              | 伊藤麻由加           | 日本 ：2020年3月26日 · 日配 ：2020年3月28日 · 台配 ：2020年8月1日  |                    |                    |                    |                    |                    |                    |                    |                    |                    |                    |                    |                    |                    |                    |                    |                    |                    |
| 《放學後少年花子君》 |                                        |                    |                    |                      | |                      |                                                                    |                    |                    |                    |                    |                    |                    |                    |                    |                    |                    |                    |                    |                    |                    |                    |                    |                    |
| 第一天               | 其一「放學後的花子君」                 | 长友一马           | 北村真咲           | 北村真咲             | 山田渚、木村拓馬、上田彩朔 | 樋上彩               | 2023年 10月12日                                                    |                    |                    |                    |                    |                    |                    |                    |                    |                    |                    |                    |                    |                    |                    |                    |                    |                    |
| 第一天               | 其二「勿怪的野心 Mokke be ambitious.」 | 长友一马           | 北村真咲           | 北村真咲             | 山田渚、木村拓馬、上田彩朔 | 樋上彩               | 2023年 10月12日                                                    |                    |                    |                    |                    |                    |                    |                    |                    |                    |                    |                    |                    |                    |                    |                    |                    |                    |
| 第二天               | 其一「錢仙／狐仙遊戲」                 | 木尾壽久           | 伊東優一           | 伊東優一             | 木村拓馬、上田彩朔、古村祐香里、山田渚 | 樋上彩               | 10月19日                                                           |                    |                    |                    |                    |                    |                    |                    |                    |                    |                    |                    |                    |                    |                    |                    |                    |                    |
| 第二天               | 其二「三葉的朋友大作戰」               | 木尾壽久           | 伊東優一           | 伊東優一             | 木村拓馬、上田彩朔、古村祐香里、山田渚 | 樋上彩               | 10月19日                                                           |                    |                    |                    |                    |                    |                    |                    |                    |                    |                    |                    |                    |                    |                    |                    |                    |                    |
| 第三天               | 其一「怪異感冒」                       | 木尾壽久           | 伊東優一           | 伊東優一             | 木村拓馬、上田彩朔、吉村祐香里、牛之濱由惟 | 樋上彩               | 10月26日                                                           |                    |                    |                    |                    |                    |                    |                    |                    |                    |                    |                    |                    |                    |                    |                    |                    |                    |
| 第三天               | 其二「勿怪到家裡來了！」               | 木尾壽久           | 伊東優一           | 伊東優一             | 木村拓馬、上田彩朔、吉村祐香里、牛之濱由惟 | 樋上彩               | 10月26日                                                           |                    |                    |                    |                    |                    |                    |                    |                    |                    |                    |                    |                    |                    |                    |                    |                    |                    |
| 第四天               | 其一「勿怪的真相」                     | 長友一馬           | 北村真咲           | 北村真咲             | 山田渚、木村拓馬、上田彩朔、古村祐香里、牛之濱由惟 | 樋上彩               | 11月2日                                                            |                    |                    |                    |                    |                    |                    |                    |                    |                    |                    |                    |                    |                    |                    |                    |                    |                    |
| 第四天               | 其二「海鷗怪物保育園」                 | 長友一馬           | 北村真咲           | 北村真咲             | 山田渚、木村拓馬、上田彩朔、古村祐香里、牛之濱由惟 | 樋上彩               | 11月2日                                                            |                    |                    |                    |                    |                    |                    |                    |                    |                    |                    |                    |                    |                    |                    |                    |                    |                    |
| 第五天               | 惡夢                                   | 長友一馬           | 伊東優一           | 伊東優一             | 木村拓馬、山田渚、上田彩朔、古村祐香里 | 樋上彩               | 2024年 10月8日                                                     |                    |                    |                    |                    |                    |                    |                    |                    |                    |                    |                    |                    |                    |                    |                    |                    |                    |
| 第五天               | 超商                                   | 長友一馬           | 伊東優一           | 伊東優一             | 木村拓馬、山田渚、上田彩朔、古村祐香里 | 樋上彩               | 2024年 10月8日                                                     |                    |                    |                    |                    |                    |                    |                    |                    |                    |                    |                    |                    |                    |                    |                    |                    |                    |
| 第六天               | 夏日魔物～地縛少女花子小姐～           | 木尾寿久           | 岩井彩華           | 岩井彩華             | 木村拓馬、上田彩朔、城下萌、古村祐香里 | 樋上彩               | 10月15日                                                           |                    |                    |                    |                    |                    |                    |                    |                    |                    |                    |                    |                    |                    |                    |                    |                    |                    |
| 第六天               | 夏日魔物～再次現身～                   | 木尾寿久           | 岩井彩華           | 岩井彩華             | 木村拓馬、上田彩朔、城下萌、古村祐香里 | 樋上彩               | 10月15日                                                           |                    |                    |                    |                    |                    |                    |                    |                    |                    |                    |                    |                    |                    |                    |                    |                    |                    |
| 第七天               | 放學後勿怪                             | 木尾寿久           | 伊東優一           | 伊東優一、北村真咲   | 木村拓馬、上田彩朔、城下萌、古村祐香里 | 樋上彩               | 10月22日                                                           |                    |                    |                    |                    |                    |                    |                    |                    |                    |                    |                    |                    |                    |                    |                    |                    |                    |
| 第七天               | 放學後的咖啡廳                         | 木尾寿久           | 伊東優一           | 伊東優一、北村真咲   | 木村拓馬、上田彩朔、城下萌、古村祐香里 | 樋上彩               | 10月22日                                                           |                    |                    |                    |                    |                    |                    |                    |                    |                    |                    |                    |                    |                    |                    |                    |                    |                    |
| 第八天               | 亡靈旅社                               | 长友一马           | 北村真咲           | 北村真咲             | 山田渚、古村祐香里、木村拓馬、城下萌、上田彩朔 | 樋上彩               | 10月29日                                                           |                    |                    |                    |                    |                    |                    |                    |                    |                    |                    |                    |                    |                    |                    |                    |                    |                    |
| 《地縛少年花子君2》  |                                        |                    |                    |                      | |                      |                                                                    |                    |                    |                    |                    |                    |                    |                    |                    |                    |                    |                    |                    |                    |                    |                    |                    |                    |
| 其一                 |                                        | 中西泰博           | 福井洋平           | 殿水敦子             | 伊藤麻由加、山西勝、木村拓馬 | 伊藤麻由加           | 2025年 1月12日                                                     |                    |                    |                    |                    |                    |                    |                    |                    |                    |                    |                    |                    |                    |                    |                    |                    |                    |
| 其二                 |                                        | 中西泰博           | 金澤洪充           | 東海道愛             | 伊藤麻由加、伊藤哲也、小野木三齊、山田勝、橋森有加 | 伊藤麻由加           | 1月19日                                                            |                    |                    |                    |                    |                    |                    |                    |                    |                    |                    |                    |                    |                    |                    |                    |                    |                    |
| 其三                 |                                        | 中西泰博           | 金澤洪充           | 横野光代             | 山崎香、鈴木春香、西田美弥子 | 伊藤麻由加、市川美帆 | 1月26日                                                            |                    |                    |                    |                    |                    |                    |                    |                    |                    |                    |                    |                    |                    |                    |                    |                    |                    |
| 其四                 | 夏日燈火                               | 中西泰博           | 福井洋平           | 藤原和和             | 伊藤哲也、小野木三齊、山田勝、橋森有加 | 伊藤麻由加、市川美帆 | 2月2日                                                             |                    |                    |                    |                    |                    |                    |                    |                    |                    |                    |                    |                    |                    |                    |                    |                    |                    |
| 其五                 |                                        | 中西泰博           | 野亦則行、福井洋平 | 鈴木吉男、東海道愛   | 伊藤麻由加、伊藤哲也、橋森有加、小野木三齊、木村拓馬、西田美彌子、大野勉、神戶渚、川合正起、姚佳男、林卓文、蘇子緯、殷釣濤、可樂老師、慕希                                                            | 伊藤麻由加、市川美帆 | 2月9日                                                             |                    |                    |                    |                    |                    |                    |                    |                    |                    |                    |                    |                    |                    |                    |                    |                    |                    |
| 其五                 |                                        | 中西泰博           | 野亦則行、福井洋平 | 鈴木吉男、東海道愛   | 伊藤麻由加、伊藤哲也、橋森有加、小野木三齊、木村拓馬、西田美彌子、大野勉、神戶渚、川合正起、姚佳男、林卓文、蘇子緯、殷釣濤、可樂老師、慕希                                                            | 伊藤麻由加、市川美帆 | 2月9日                                                             |                    |                    |                    |                    |                    |                    |                    |                    |                    |                    |                    |                    |                    |                    |                    |                    |                    |
| 其六                 | 虛浮空泛                               | 中西泰博           | 福井洋平           | 長澤雄樹             | 伊藤哲也、大野勉、小野木三齊、川本由記子、廣瀨智仁、橋森有佳、西田美彌子 | 伊藤麻由加、市川美帆 | 2月16日                                                            |                    |                    |                    |                    |                    |                    |                    |                    |                    |                    |                    |                    |                    |                    |                    |                    |                    |
| 其七                 | 胡言亂語                               | 中西泰博           | 殿水敦子           | 殿水敦子             | 伊藤哲也、小野木三齊、橋森有佳、鈴木春香、川本由記子、湯君琰、沈奕婷、林卓宇、姚佳男、殷釣濤、孫權金                                                                                                  | 伊藤麻由加、市川美帆 | 2月23日                                                            |                    |                    |                    |                    |                    |                    |                    |                    |                    |                    |                    |                    |                    |                    |                    |                    |                    |
| 其八                 | 冠冕堂皇                               | 中西泰博           | 金澤洪充、齋藤悠介 | 真野玲               | 小野木三齊、大野勉、山形孝二、古村祐香里、伊藤哲也、橋森有加、西田美彌子、小紅樂、包佳儀、王之菲、林卓宇、湯君琰、姚佳男、蘇子緯、沈奕婷、殷鈞濤、曾旗莉、周鵬、孫權金、松永一秀                      | 伊藤麻由加、市川美帆 | 3月2日                                                             |                    |                    |                    |                    |                    |                    |                    |                    |                    |                    |                    |                    |                    |                    |                    |                    |                    |
| 其九                 | 諱莫如深                               | 中西泰博           | 佐藤高成           | 水本葉月             | 伊藤哲也、古村祐香里、大野勉、小野木三齊、山形孝二、川本由記子、橋森有加、小紅樂、周鵬、包佳儀、殷鈞濤、林卓宇、湯君琰、姚佳男、王之菲、沈奕婷、曾旗莉、jeto、mono、gobble、松永一秀、拾月動畫        | 伊藤麻由加、市川美帆 | 3月9日                                                             |                    |                    |                    |                    |                    |                    |                    |                    |                    |                    |                    |                    |                    |                    |                    |                    |                    |
| 其十                 | 心之所願                               | 中西泰博           | 佐藤高成、金澤洪充 | 椎名真子、長澤雄樹   | 伊藤哲也、古村祐香里、大野勉、小野木三齊、山形孝二、幸野浩二、橋森有加、西田美彌子、林卓宇、周鵬、殷鈞濤、王之菲、沈奕婷、曾旗莉、拾月動畫                                                            | 伊藤麻由加、市川美帆 | 3月16日                                                            |                    |                    |                    |                    |                    |                    |                    |                    |                    |                    |                    |                    |                    |                    |                    |                    |                    |
| 其十一               | 自言自語                               | 中西泰博           | 佐藤高成、金澤洪充 | 真野玲               | 伊藤哲也、大野勉、小野木三齊、山形孝二、川本由記子、幸野浩二、橋森有加、西田美彌子、jeto、松永一秀、王家梁、林卓宇、周鵬、殷鈞濤、王之菲、沈奕婷、曾旗莉、姚佳男、湯君琰、徐舒沁、拾月動畫            | 伊藤麻由加、市川美帆 | 3月23日                                                            |                    |                    |                    |                    |                    |                    |                    |                    |                    |                    |                    |                    |                    |                    |                    |                    |                    |
| 其十二               | 紙上虛像                               | 中西泰博           | 福井洋平           | 福井洋平             | 伊藤哲也、大野勉、小野木三齊、山形孝二、川本由記子、幸野浩二、橋森有加、西田美彌子、與商小四、火傘粉絲、姚佳男、林卓宇、殷鈞濤、蘇子緯、徐舒沁、曾旗莉、沈奕婷、jeto、Asroe Basrullah、Fish、拾月動畫 | 伊藤麻由加、市川美帆 | 3月30日                                                            |                    |                    |                    |                    |                    |                    |                    |                    |                    |                    |                    |                    |                    |                    |                    |                    |                    |
| 其十三               | 期末考与住宿学习会                     | 中西泰博           | 斋藤德明           | 一居一平             | 小野木三齐、桥森有加、大野勉、西田沙弥子、川本由记子、伊藤哲也、林卓宇、王之菲、iiru、苏子纬、殷钧涛、Fish、AsREM                                                                                     | 伊藤麻由加、市川美帆 | 7月6日                                                             |                    |                    |                    |                    |                    |                    |                    |                    |                    |                    |                    |                    |                    |                    |                    |                    |                    |
| 其十四               | 此岸與彼岸                             | 中西泰博           | 殿水敦子           | 殿水敦子             | 橋森有加、米本沙織、西田美彌子、川本由記子、所澤電影、拾月動畫、 | 伊藤麻由加、市川美帆 | 7月13日                                                            |                    |                    |                    |                    |                    |                    |                    |                    |                    |                    |                    |                    |                    |                    |                    |                    |                    |
| 其十五               | 死神的活祭品                           | 中西泰博           | 岩畑剛一           | 水本葉月             | 伊藤哲也、大野勉、西田美弥子、沈奕婷、殷鈞濤、包佳儀、姚佳男、朱德漁、jeto、AsREM、李文婧、崔芝蘭、宁贞嘉、王昱凯、徐闪闪、王璇、拾月動画                                                             | 伊藤麻由加、市川美帆 | 7月20日                                                            |                    |                    |                    |                    |                    |                    |                    |                    |                    |                    |                    |                    |                    |                    |                    |                    |                    |
| 其十六               | 堇                                     | 中西泰博           | 齋藤德明           | 真野玲               | 橋森有加、米本沙織、川本由記子、曾旗莉、林卓宇、iiru、蘇子緯、殷鈞濤、周鵬、王家梁、杜明、拾月動画、RA CRAFT                                                                                          | 伊藤麻由加、市川美帆 | 7月27日                                                            |                    |                    |                    |                    |                    |                    |                    |                    |                    |                    |                    |                    |                    |                    |                    |                    |                    |
| 其十七               | 葵與茜                                 | 中西泰博           | 金澤洪充           | 山内東生雄           | 伊藤哲也、西田美弥子、大野勉、朱德漁、王之菲、Fish、nn_、jeto、AsREM、拾月動画、米川 | 伊藤麻由加、市川美帆 | 8月3日                                                             |                    |                    |                    |                    |                    |                    |                    |                    |                    |                    |                    |                    |                    |                    |                    |                    |                    |
| 其十八               | 斷絕                                   | 中西泰博           | 佐藤高成           | 鎌田祐輔             | 橋森有加、米本沙織、川本由記子、iiru1190、汤君琰、蘇子緯、殷鈞濤、周鵬、包佳仪、星、MANEL、jeto、拾月動画、米川                                                                                       | 伊藤麻由加、市川美帆 | 8月10日                                                            |                    |                    |                    |                    |                    |                    |                    |                    |                    |                    |                    |                    |                    |                    |                    |                    |                    |
| 其十九               | 遭逢                                   | 中西泰博           | 齋藤德明           | 福井洋平、石田暢     | 大野勉、西田美弥子、神戶渚、王之菲、沈奕婷、李文婧、崔芝蘭、宁贞嘉、王昱凯、徐闪闪、王璇、左東秀、張筱北、拾月動画                                                                                    | 伊藤麻由加、市川美帆 | 8月17日                                                            |                    |                    |                    |                    |                    |                    |                    |                    |                    |                    |                    |                    |                    |                    |                    |                    |                    |

### 播放電視台
日本深夜動畫：下文記載的日本国内播放時間使用日本標準時間（UTC+9）表示。因為部分時間标识會採用30小时制，因此請留意这类超过24:00的时间，其實際播放時間為翌日清晨。
| 播放地區   | 播放電視台 | 播放日期        | 播放時間（UTC+9）         | 所屬聯播網 | 備註   |
| ---------- | ---------- | --------------- | ------------------------- | ---------- | ------ |
| 關東廣域圈 | TBS電視台  | 2020年1月9日－  | 星期四 25時58分－26時28分 | TBS電視網  | 製作局 |
| 香港       | Animax     | 2020年1月10日－ | 星期五 20時30分－21時00分 | 有線電視   | 有重播 |
| 兵庫縣     | SUN電視台  | 2020年1月10日－ | 星期五 24時30分－25時00分 | 獨立局     |        |
| 日本全國   | BS-TBS     | 2020年1月11日－ | 星期六 26時30分－27時00分 | 衛星電視   |        |
| 台灣       | Animax     | 2020年1月12日－ | 星期日 21時30分－22時00分 | 有線電視   | 有重播 |
| 中京廣域圈 | CBC電視台  | 2020年1月15日－ | 星期三 26時35分－27時05分 | TBS電視網  |        |

| 台灣Animax 星期日21:00-22:00 節目 | 台灣Animax 星期日21:00-22:00 節目       | 台灣Animax 星期日21:00-22:00 節目 |
| --------------------------------- | --------------------------------------- | --------------------------------- |
|                                   | 地縛少年花子君 （2020年1月12日-2020年） |                                   |
| 滿月之戰                          | 獵人(新版)                              |                                   |

### 藍光與DVD
| 卷數  | 發售日期      | 收錄話數             | 規格編號   | 規格編號   |
| 卷數  | 發售日期      | 收錄話數             | 藍光       | DVD        |
| 第1季 | 第1季         | 第1季                | 第1季      | 第1季      |
| ----- | ------------- | -------------------- | ---------- | ---------- |
| 上    | 2020年6月24日 | 第一之怪－第六之怪   | PCXP-50757 | PCBP-54265 |
| 下    | 2020年7月29日 | 第七之怪－第十二之怪 | PCXP-50758 | PCBP-54266 |
| 第2季 |               |                      |            |            |
| BOX   | 2025年6月25日 | 第1話—第12話         | PCXP-60133 | PCBP-62398 |

## 外部連結
- 月刊GFantasy官方網站 － 地縛少年花子君（页面存档备份，存于）
- 「地縛少年花子君」公式的X（前Twitter）
- 電視動畫「地縛少年花子君」TBS官方網頁（页面存档备份，存于）（日語）